# Понте-да-Барка (район)
Понте-да-Барка (порт. Ponte da Barca) — район (фрегезия) в Португалии, входит в округ Виана-ду-Каштелу. Является составной частью муниципалитета Понте-да-Барка. По старому административному делению входил в провинцию Минью. Входит в экономико-статистический субрегион Минью-Лима, который входит в Северный регион. Население составляет 2308 человек на 2001 год. Занимает площадь 0,95 км².